# Хизр-хан
Хизр (Кидырь, Хидырь, Хызр, старотат. خضر خان; ум. 1361) — хан Улуса Джучи (Золотой Орды) (май-июнь 1360 — август 1361). Согласно Таварих-и гузида-йи нусрат-наме и Утемиш-хаджи являлся сыном Мангкутая сына Тула-Буки сына Кадака сына Шибана, являясь, таким образом Шибанидом. Согласно менее достоверному источнику — «Анониму Искандера», являлся сыном хана Синей Орды Сасы-Буки из потомков Орды-Эджена.
В 1359 году объявил себя ханом в Гюлистане. В 1360 году вторгся во владения хана Науруза и начал тайные переговоры с ордынской знатью, в результате которых Науруз был выдан Хизру. Хизр убил хана Науруза, его жену Тайдулу и верных Наурузу ордынских вельмож. По сообщению «Анонима Искандера», Хизр правил в течение одного года.
Активно вмешиваясь в дела Руси, Хизр отправлял на Русь послов, а также вызывал к себе московского князя Дмитрия Ивановича. Помимо Дмитрия, при дворе Хизра побывали также Андрей Константинович Суздальский с братом, Константин Васильевич (князь ростовский) и Михаил Ярославский. Управлял огромной территорией (об этом свидетельствуют монеты, выпущенные им в Гюлистане, Новом Сарае, Хорезме и Азаке). В управлении ханством стремился поддерживать твёрдый порядок.
Несмотря на ряд предпринятых мер, не сумел сдержать смуту и со своим младшим сыном Кутлуем был убит в результате заговора, организованного старшим сыном, Тимуром-Ходжой.